# Eleições parlamentares em Ruanda em 2008
As eleições parlamentares de Ruanda em 2008 ocorreram nos dias 15, 16, 17 e 18 de setembro. Para avaliar a validade do processo, a União Europeia mandou uma missão diplomática de observação para a contagem dos votos. Essas eleições não contaram com a presença de partidos de oposição, o que ajudou a garantir a vitória do partido governista.

## Resultados
Apesar de os resultados das eleições ainda não serem definitivos, a Frente Patriótica Ruandesa (FPR) conseguiu manter-se no poder com pelo menos 42 assentos, dos 53 já disputados, isto quando faltam ainda distribuir mais 27 lugares.

### Maioria feminina
A União Interparlamentar "aplaudiu o Parlamento feminino de Ruanda". O fato se deve à vitória das mulheres em 55% das vagas, sendo o primeiro país no mundo a alcançar tal fato.